# Canalejas (Almanza)
Canalejas es una localidad española perteneciente al municipio de Almanza, en la comarca Tierra de Sahagún, provincia de León, comunidad autónoma de Castilla y León, y que perteneció a la antigua Jurisdicción de Almanza. Fue cabeza de municipio entre los años 1857 y 1970, el cual estaba compuesto por Canalejas y Calaveras de Abajo.

## Geografía

### Ubicación
Canalejas se encuentra en la comarca de Tierra de Sahagún, al este de la Provincia de León y limitando con la Provincia de Palencia. A una altitud de 973 m s. n. m., se sitúa en una colina rodeada de valles, al oeste del monte de Riocamba. Limita al norte con las Calaveras (Calaveras de Abajo y Calaveras de Arriba), al este con el monte de Riocamba, al sur con Villaverde de Arcayos y al oeste con Almanza (cabeza del municipio del que forma parte Canalejas).
| Noroeste: Calaveras de Abajo             | Norte: Calaveras de Abajo y Calaveras de Arriba | Noreste: Calaveras de Arriba y monte de Riocamba |
| Oeste: Almanza                           |                                                 | Este: Monte de Riocamba                          |
| Suroeste Villaverde de Arcayos y Almanza | Sur: Villaverde de Arcayos                      | Sureste: Monte de Riocamba                       |

### Relieve
Situado en la margen izquierda del río Cea, Canalejas se sitúa en una colina rodeada de valles por los que fluyen arroyos que desembocan en el río Cea. El terreno de cultivo, en el que se cosechan diferentes cereales como centeno y trigo, es de calidad media y se encuentra mayoritariamente en la zona sur de la localidad. Los montes están poblados de roble, urces y otros arbustos, que limitan con los grandes pinares del monte de Riocamba, y en los que podemos encontrarnos con gran variedad de animales salvajes, como jabalíes, perdices, lobos y corzos.

### Clima
El clima en la localidad se clasifica como mediterráneo continentalizado, con inviernos fríos con frecuentes heladas, y veranos suaves. La oscilación térmica anual ronda los 15 °C mientras que la diaria puede llegar a los 20 °C. Las precipitaciones se reparten de forma irregular a lo largo del año concentrándose en el otoño, los meses de invierno y el comienzo de la primavera. En la época estival apenas se producen precipitaciones.

### Hidrografía
Canalejas se encuentra rodeada por pequeños arroyos que esculpen los valles de la localidad y que desembocan en el río Cea, de 175 km de longitud y que va a morir en el Río Esla. Las zonas este y sur de la localidad son recorridas por el arroyo del Rebedul, que nace en la provincia de Palencia y tiene una longitud de 16 km hasta su desembocadura. A su vez, el norte y noroeste son surcados por dos pequeños arroyos: el arroyo de Tapiales y el de Valcuende, que desembocan en el río Cea unos metros por encima que el arroyo del Rebedul.

## Historia
El origen de la villa de Canalejas es muy antiguo, y se desconoce la causa exacta por la que recibió dicho nombre. El Diccionario de la lengua española encuentra el origen de la palabra canaleja en su diminutivo canal, escrito en latín canalicula, y la define como "pieza de madera unida a la tolva, por donde pasa el grano a la muela". Dejando a un lado la definición oficial, encontramos en la literatura dos posibles orígenes del nombre de la villa. La primera tiene que ver con los arroyos que rodean la colina donde está situado el pueblo. Para algunos expertos, la palabra canalejas es sinónimo de riachuelos, por lo que recibiría el nombre gracias a estos arroyos que esculpen los diversos valles que rodean la localidad. En el mismo sentido, en el libro "Contribución al estudio de la toponimia en la provincia de León" se relaciona el origen de la palabra canalejas con "canal", entendido como conducto para el agua. Este vocablo se aplica a reducidos términos en los que existen accidentes topográficos que afectan o tienen forma de canal por efecto del desigual desgaste de los estratos geolódicos diferentes y paralelos. La otra hipótesis, sostenida por Julián Aydillo, relaciona el nombre canalejas con la situación de la localidad respecto a los valles anejos. El autor lo define como "sobre la hondonada", haciendo referencia a la posición superior de la localidad, situada en el lateral de una cima y rodeada de valles y riachuelos. Por último, a lo largo de la histórica, Canalejas ha aparecido en los documentos con diferentes nombres. Así, en los textos escritos en castellano antiguo aparece con el nombre Canalexas; y en los docmumentos en latín se escribía Canaleia.

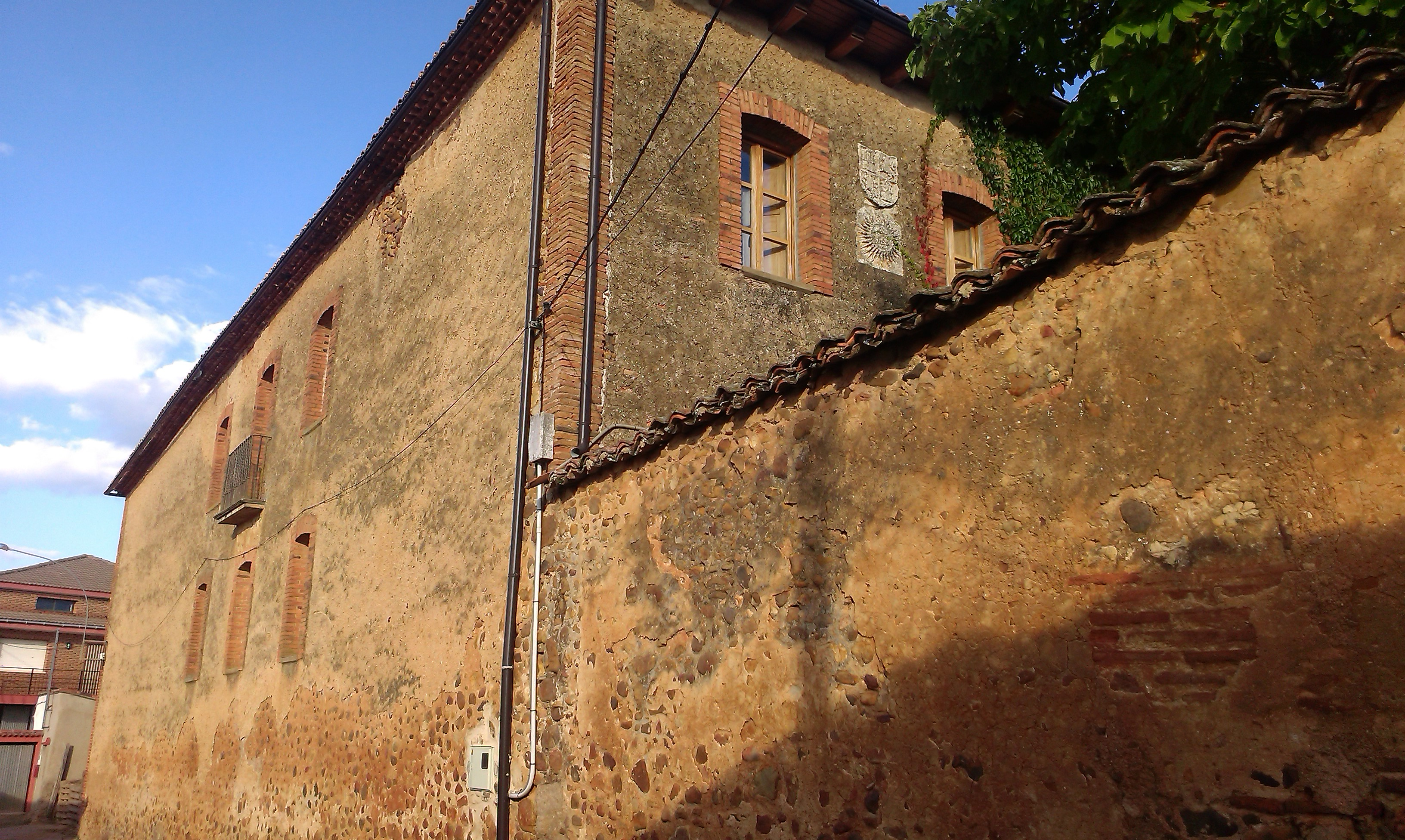
Vista lateral del palacio de los antiguos Monjes Benedictinos y Doña Urraca, con los escudos de armas.

Los primeros documentos escritos encontrados en los que figura Canalejas datan del siglo XVI y recogen la firma de Gonzalo Argote de Molina, que en el año 1582 escribió el "Libro de la Monteria qve mando escreuir el muy alto y muy poderoso Rey Don Alonso de Castilla y de León, vltimo deste nombre". Una edición realizada por dicho autor del "Libro de la Montería del rey Alfonso XI" (1311-1350) encargada por Felipe II de España (1527-1598), en el que se relatan de una forma detallada las mejores zonas de caza de jabalíes y osos de todo el país, excluyendo algunas zonas. Así, dentro del capítulo quinto, que trata de los montes de tierra de León, se encuentra un apartado titulado "Estos son los montes de Azeuedo" donde se puede leer la siguiente cita, donde Río de Cama equivale al actual monte de Riocamba y Renedo se refiere a Renedo de Valderaduey:

"Río de Cama es buen monte de puerco en yuierno, y es la bozeria el monte de Renedo arriba fafta en derecho de Canalejas. Y fon las armadas a Canalejas."

Avanzado el siglo XVIII, en 1775, encontramos en el libro "Dirección general de cartas en forma de diccionario", de Bernardo Espinalt y García, una referencia a la villa con otro nombre. Llama a la población Canalejas del Priorato, referido a la dependencia que tenía del Prior del Real Monasterio de Sahagún. Además, se cuenta que Canalejas recibía su correspondencia desde Sahagún (una de las cajas principales del reino), que estaba situado a 46 leguas de la Corte de Madrid, tardando en llegar el correo 10 días.
En 1782, el Padre Maestro Fr. Romualdo Escalona escribe el libro "Historia del Real Monasterio de Sahagún, sacada de la que dexó escrita el Padre Maestro Fr. Joseph Pérez", una edición del libro original que escribió Joseph Pérez en una fecha anterior y desconocida. Dentro del Capítulo XIV, que se titula "De los Monasterios dedicados a S.Pedro, y S.Pelayo, que fueron unidos al de Sahagún" se encuentra la siguiente cita de Canalejas, en la que habla del Monasterio de San Pedro de Canalejas y la dependencia que tenía el pueblo del Monasterio de Sahagún.

"3. ... No lejos de Campsoles estuvo el Monasterio de San Pedro de Canalexas, que en el año de 1056 estaba ya poblado, y tenía por Abad á D. Martín. La Condesa Doña Aldonza le donó, y unió á Sahagún en el año de 1094, y con él le donó la mitad de la Villa de Canalexas, que hoy es toda del Monasterio, que tiene el Señorío de ella, con varias rentas, y derechos. La Iglesia ya no está dedicada á S. Pedro, sino al Salvador, sin que pueda decir yo desde quándo, ni por qué mantiene Sahagún en Canalexas dos Monges, que sirven las Iglesias de S. Salvador de Canalexas, y de Santa Eugenia de Calaveras, que está allí cerca."

Mediado el siglo XVI se lleva a cabo en España la bula del Papa Gregorio XIII por la que el rey recurría a la venta de señoríos de la Iglesia para conseguir dinero. Fueron muchos los vasallos vendidos, siendo 113 los pertenecientes al Monasterio de Sahagún, entre los que se encontraban los de la villa de Canalejas. Pero esto no fue fácil, a los vasallos les aterraba la idea de pasar a depender de un señor y aprovechando las condiciones ventajosas de la Corona se redimen a pesar de sus pocas posibilidades económicas. Incluso, como pasó en Canalejas, pagan fuera de plazo alegando la coacción a la que estaban sometidos por el comprador. Los vecinos de la villa dicen que <<Don Juan de Tovar, señor de la villa de Villamartín, por odio y enemistad que les había tomado por haberse tanteado y pretendiendo comprarles, había persuadido a muchos vecinos de la dicha villa con dadivas y otras promesas a que revocasen el poder y comisión que habían dado y... con amenazas y temores... tenía a dicha villa alborotada y escandalizada.>> Finalmente, y ante la imposibilidad de poder redimir la deuda principal ni pagar los intereses, la villa de Canalejas fue vendida en el año 1600 a Don Álvaro Enríquez, marqués de Alcañices, que redimió los censos. Los vecinos argumentaron por esta venta que los dueños de los censos se estaban haciendo con las haciendas y que de 90 vecinos que había, ahora solo quedaban 40. Este fenómeno no fue aislado, sino que muchas villas fueron vendidas ante la imposibilidad de hacerse cargo de sus deudas, lo que refleja las pésimas condiciones económico-sociales del campesinado castellano en los últimos años del siglo XVI y comienzos del siglo XVII, que es el momento en que recurren a la autoventa tras soportar la situación durante bastantes años.
Un poco más adelante, en 1795, Antonio Vegas expone en su libro "Diccionario Geográfico Universal" cuatro datos importantes sobre la villa. Canalejas pertenecía a la provincia de Valladolid y al partido de Almanza, es una villa de señorío secular, y está gobernada por alcaldes ordinarios. El texto literal que aparece en el libro es el siguiente:

"CANALEJAS, villa de España en Castilla La Vieja, provincia de Valladolid, en el partido de Almanza: es pueblo de Señorío Secular con alcaldes ordinarios. En la provincia de León, jurisdicción de Almanza, hay un lugar con el propio nombre, y una aldea en la provincia de Córdoba."

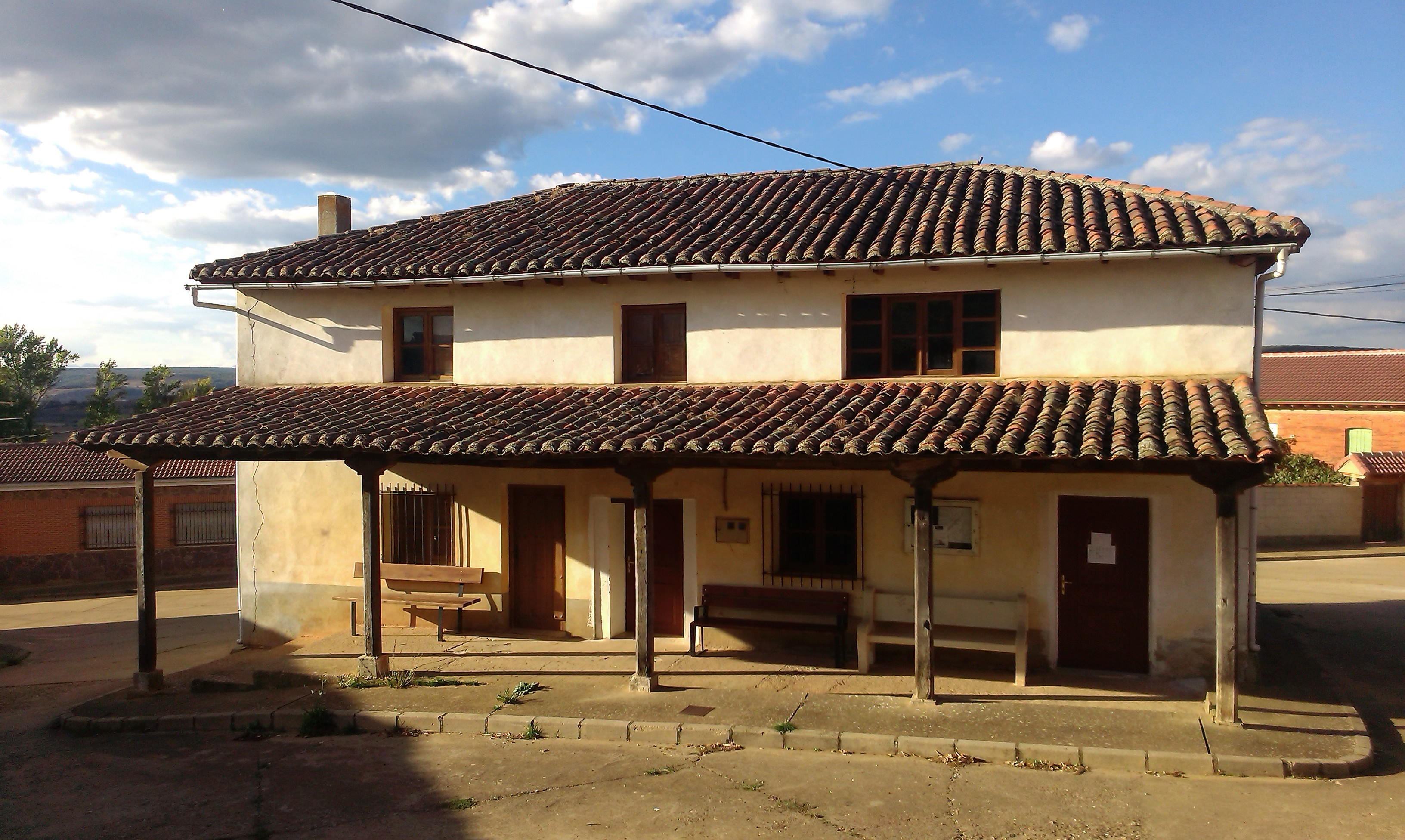
Actual Casa del Pueblo de la villa de Canalejas.

En el año 1826, Sebastián Miñano y Bedoya en su libro "Diccionario Geográfico-Estadístico de España y Portugal" nos desvela dos datos importantes de la historia de la villa: Canalejas seguía perteneciendo a la provincia de Valladolid y por su territorio pasaba el camino real que unía León con Santander. A continuación, se expone la cita completa en la que aparecen estos y más datos:

“CANALEJAS, Lugar Secular de España, provincia de Valladolid, partido de Almanza, obispado de León. Alcalde pedáneo, 58 vecinos, 236 habitantes, 1 parroquia. Este pueblo y los de Calaveras de Abajo y de Arriba, están situados a 1 legua de Almanza, en una vega estrecha, y cerca del famoso monte llamado Riocamba, y por ellos pasa el camino real que conduce desde León a Santander, pasando por las villas de Guardo y Cervera de Pisuerga. A 2 leguas hacia el norte están las montañas de León, y producen buenos pastos y prados, trigo, algo de cebada y legumbres, mucho y rico lino, no por su blancura, sino por su suavidad, pues parece seda al tacto. Su industria se reduce al carbón y hacer arcos para cubas. Dista 10 leguas de León. Contribución 1309 reales y 4 medios reales. Derechos enajenados 202 reales y 26 medios reales.”

Por último, en el año 1846, Pascual Madoz explica en su "Diccionario geográfico-estadístico-histórico de España y sus posesiones de Ultramar" aspectos de la localidad tan diversos como localización, clima, religión, geografía, actividades económicas o demografía:

"CANALEJAS: Lugar en la provincia y diócesis de León (9 leguas), partido judicial de Sahagún (6), audiencia territorial y capitanía general de Valladolid (22), ayuntamiento de Almanza: Situado en una alturita rodeada de valles al oeste del monte de Riocamba; su clima es frío, pero sano, pues no se conocen más enfermedades comunes que alguna pulmonía, cuartana y fiebre pútrida. Tiene 48 casas, la de concejo un palacio muy antiguo perteneciente a los estinguidos monjes Benedictinos de Sahagún; escuela de primeras letras frecuentada por 30 niños que satisfacen al maestro una módica retribución, iglesia parroquial servida por un cura de ingreso y libre colación; una ermita titulada Santa Eufemia, y una fuente de medianas aguas para el consumo del vecindario. Confina al norte los montes de las Calaveras; este el de riocamba; sur los de Villaverde, y oeste los de Almanza, a ½ legua de los 3 últimos y a 1 el primero. El terreno es de mediana calidad. Los montes están poblados de roble, urces y otros arbustos. Los caminos locales, recibe la correspondencia de Almanza. Productos: trigo, centeno, mucho lino y algunas legumbres; cría toda clase de ganados y caza de jabalíes, perdices, lobos y corzos. Comercio: exportación del lino a los mercados de Sahagún y Almanza. Población: 44 vecinos, 160 almas. Contribución: con el ayuntamiento."

Como se puede leer en la anterior cita del diccionario de Pascual Madoz, en 1846 Canalejas formaba parte del ayuntamiento o municipio de Almanza. Sin embargo, esto cambió antes del año 1857, sin que se pueda precisar la fecha exacta, convirtiéndose el pueblo de Canalejas en municipio, englobando dentro de él a las siguientes unidades de población: Canalejas, Calaveras de Abajo, Molino de Pobladura, Molino de Santa Engracia, y Picón del Espinadal. Para hacerse una idea de la relación existente entre estas poblaciones se expone el caso del año 1950, donde el municipio de Canalejas tenía 515 residentes, y la localidad contaba con 337 habitantes, Calaveras de Abajo con 172, y las otras tres unidades de población contaban con 2 habitantes cada una. Analizando estos datos, se ve que la localidad de Canalejas poseía unos dos tercios de la población del total del municipio, y Calaveras de abajo el tercio restante. Esta composisición duró hasta la década de 1970, donde Canalejas volvió a formar parte del Ayuntamiento de Almanza, sin que haya habido cambio alguno hasta la actualidad.

## Canalejas en 1753: Catastro de Ensenada
Desde 1749 se llevó a cabo, en las 15.000 localidades con que contaba la Corona de Castilla, una minuciosa averiguación a gran escala de sus habitantes, propiedades territoriales, oficios, ganados, edificios, rentas, incluyendo los censos; incluso de las características geográficas de cada población. Ordenada por el rey Fernando VI a propuesta de su ministro el Marqués de la Ensenada, recibe ahora el nombre de Catastro de Ensenada. El interrogatorio respondía a 40 preguntas relacionadas con los aspectos antes indicados, realizadas por una persona al servicio del rey, siendo los datos más relevantes los siguientes:
Los artífices del catastro:

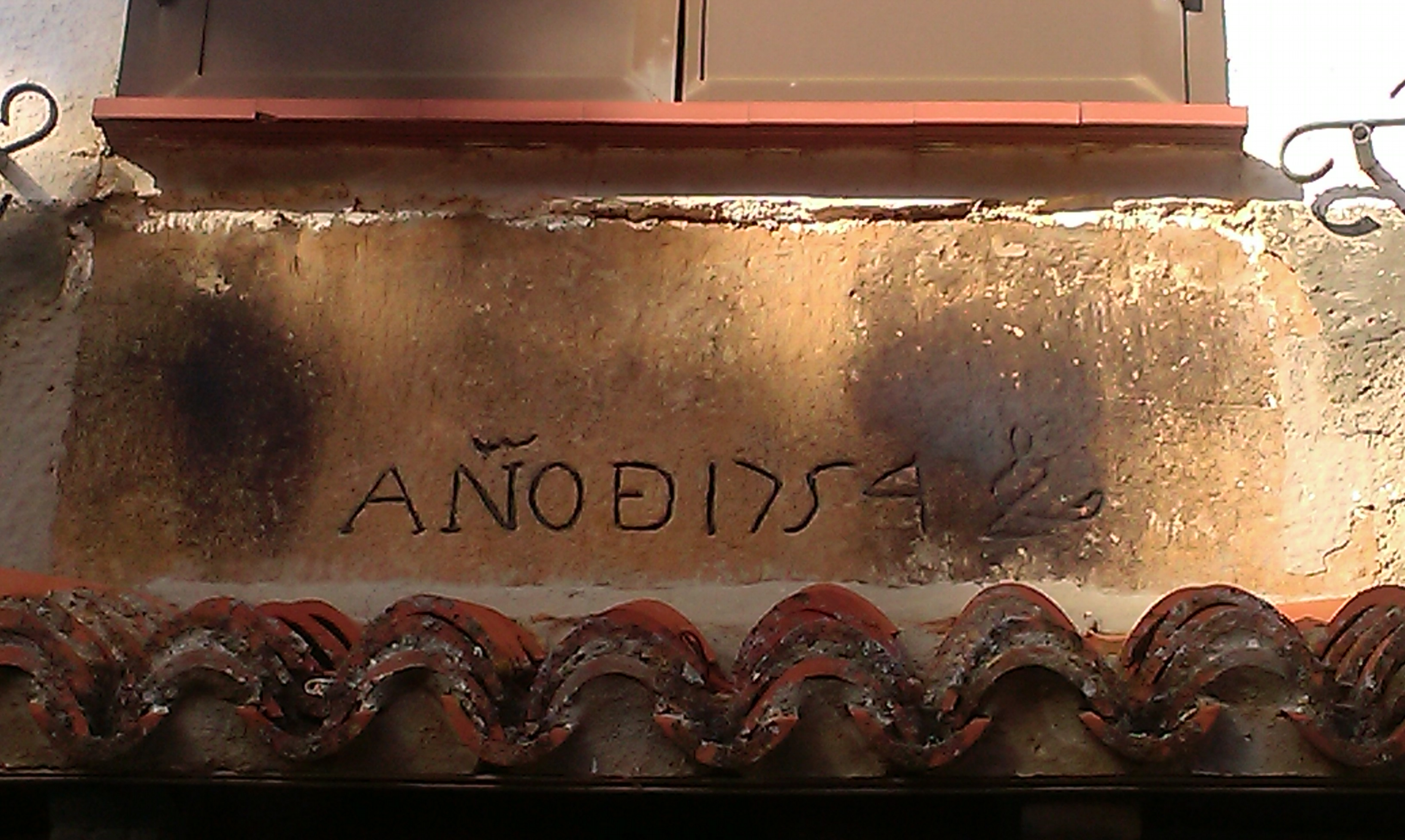
Detalle del grabado sobre la puerta del edificio de la cárcel.

El interrogatorio se llevó a cabo en la casa concejo de Canalejas el 26 de febrero de 1753 estando presentes las siguientes personas: Joseph Guerrero de Castilla (juez subdelegado por S.M.), Padre Fray Juan Pérez (prior y párroco de Canalejas). Pedro Reyero (alcalde y justicia ordinaria de Canalejas). Santiago Rodríguez (regidor), Francisco de Liébana (procurador), Juan Fernández (procurador), Miguel Rojo (fiel de fechas), Alonso Diez (perito), Roque Pérez (perito), y Lorenzo Guerra (agrimensor).
La villa y su territorio:
La villa de Canalejas se encontraba poblada en el año 1753 por 47 vecinos, 5 viudas y 7 habitantes, que hacían un total de 59, y contaba con 61 casas habitables, 2 inhabitables y 4 corrales de ganado. La villa pertenecía al Ilustrísimo Señor Abad del Real Monasterio de San Facundo y Primitivo, orden de San Benito de Sahagún, pagando 24 reales de vellón al año por razón de señorío, yantar y humazga.
El territorio ocupaba parte de valles, cárcavas, montes y llanuras. Medía de este a oeste media legua, un octavo de otra, y 542 varas castellanas; y de norte a sur legua y media, un octavo de otra y 103 varas castellanas, haciendo una superficie total de 6850 cuartos. Además, su circunferencia medía 3 leguas y media y 100 varas castellanas. Confrontaba al este con la villa de Cea, al sur con la de Villaverde de Arcayos, al oeste con la de Almanza, y al norte con la de Calaveras de abajo.
Las tierras y sus productos:

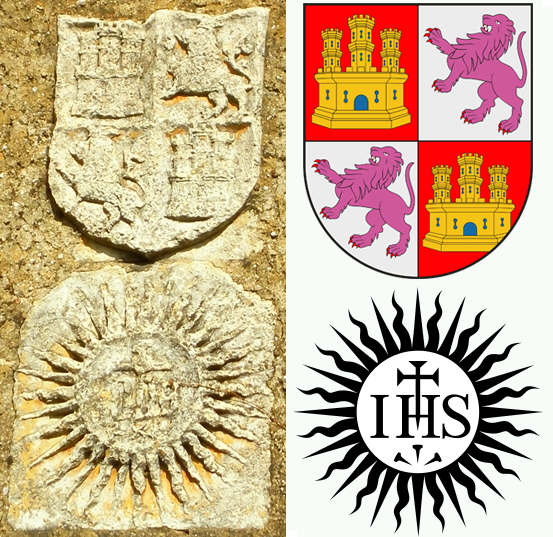
Detalle de los escudos del Palacio de Doña Urraca. Arriba el de Castilla y León; abajo la Compañía de Jesús.

En el terreno perteniente a la villa de Canalejas se cultivaba trigo, centeno, cebada, hierba, linaza y lino, estando la tierra de los huertos arrendada a Don Bermejo de Rojas y Contreras, vecino de Toledo, que pagaba por su totalidad 1325 reales de vellón al año. Para medir la superficie de una determinada tierra se empleada en la época el cuarto de fanega, equivalente en la actualidad a 1600m2. Un cuarto equivalía a 150 estadales, y cada uno de estos a 12 pies castellanos. Así también, 8 cuartos hacían una carga, que equivalía a 1200 estadales.
La cantidad de producto utilizado por cuarto de tierra cultivado era la siguiente: En cada cuarto de tierra trigal y centenal de buena calidad se sembraba un cuarto de trigo o centeno, en la de mediana calidad 5 celemines, y en la de calidad inferior 4 celemines. En cada cuarto de tierra linaza se empleaban 9 celemines de grano, y por cada cuarto de tierra linar 2 cuartos de lino. El valor de cada procucto en reales de vellón era el siguiente: Cuarto de trigo (6 reales), cuarto de centeno (5 reales), cuarto de cebada (4 reales), cuarto de linaza (15 reales), montón de hierba (4 reales), libra de lino (1,5 reales), libra de cera (8 reales), libra de queso (1 real), azumbre de miel (4 reales), un pavo (6 reales), y un pollo (0,5 reales).
Los animales en la villa de Canalejas:
En la villa de Canalejas se criaban seis tipos diferentes de ganado (vacuno, caballar, asnal, lanar, cabrío, y cerdos), y se calcula que generaban por razón de cría o de trabajo los siguientes beneficios al año a su dueño: cada vaca generaba 22 reales de vellón por cría; cada yegua generaba 183 reales de vellón por cría; cada pollina de carga generaba 11 reales de vellón por cría; cada oveja generaba un real por la lana, otro por la leche y 8 por el cordero, lo que hacían 10 reales de vellón; cada cabra generaba al año 2 reales por la leche y 7 reales por el cabrito, lo que hacen 9 reales de vellón; cada cerda generaba al año 9 reales por cría, y criaba de media 6 cerdos al año, lo que hacen 54 reales de vellón; cada buey de labranza generaba 210 reales de vellón al año por su trabajo; cada vaca de labranza generaba al año 150 reales de vellón como consecuencia, también, de su trabajo; cada cordero generaba al año un cuarterón de añinos, valorado en 12 maravedís; cada carnero generaba 2,5 libras de lana valoradas en 2 reales de vellón y 17 maravedís; y cada pie de colmena (había 88 en la villa) generaba al dueño 6 reales de vellón al año.

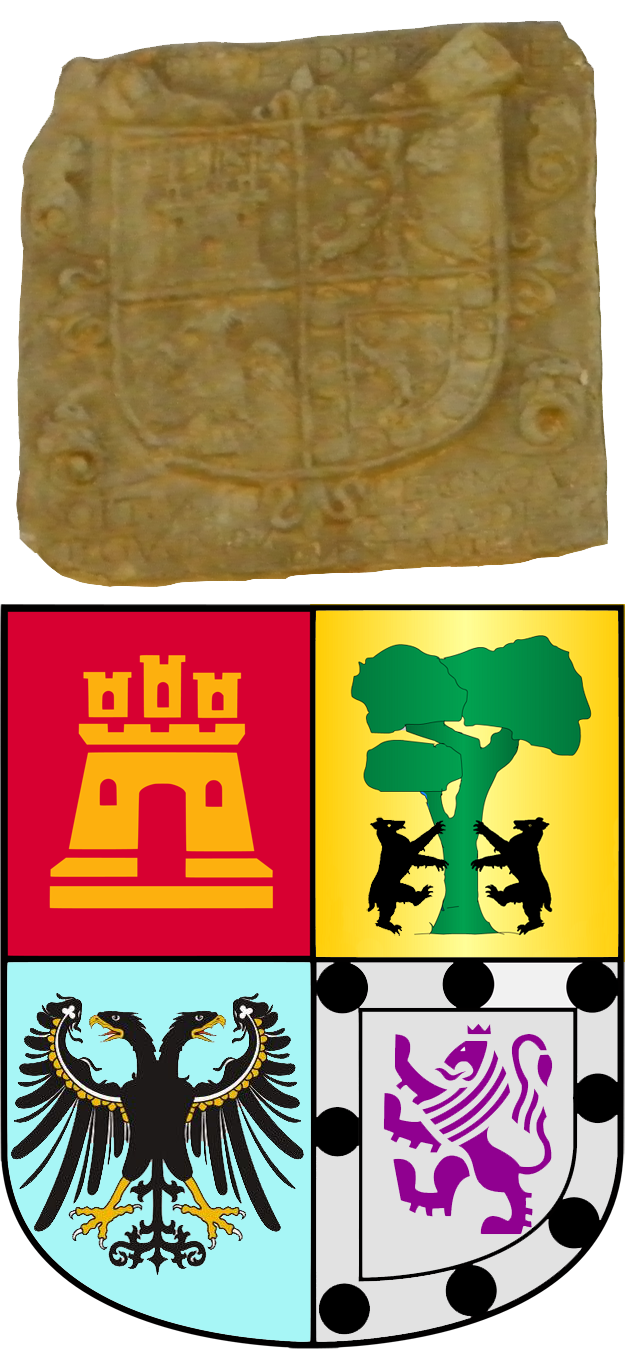
Detalle del escudo presente en una casa señorial de la villa, y su representación gráfica. Escritura: "Soy tan noble como antigua montañas de León en esta villa".

Los impuestos existentes en la villa:
- Diezmo: Se pagaba de impuesto una décima parte de todo género de grano, de los cuales 1/3 era para el Ilustrísimo Señor Obispo de León, y los 2/3 restantes para el Señor Abad del Real Monasterio de San Benito de Sahagún.
- Primicia: Impuesto pagado por los labradores que cosechaban más de 3 fanegas de grano de cualquier especie. Del cual 3/4 iban destinados para la Iglesia de Canalejas, y el 1/4 restante para el Santuario de Santa Eugenia.
- Voto de Santiago: Primicia pagada por 8 vecinos de la localidad destinada a la Santa Iglesia Catedral del Apóstol Santiago. Cada uno donaba 2 celemines de centeno.
- Foro: Gravamen perpetuo de 11 cargas de trigo por el permiso de pastos de la villa, que iba a parar al Ilustrísimo Señor Abad del Real Monasterio de San Benito de Sahagún.
- Servicio ordinario y extraordinario: Impuesto que gravaba la propiedad del pueblo llano de la Corona de Castilla, y que sumaba un total de 79 reales de vellón al año.
- Alcabala: Impuesto que gravaba el volumen de las ventas, y recibía el Ilustrísimo Señor Abad del Real Monasterio de San Benito de Sahagún. En el último año había ascendido a 660 reales de vellón.

El Común de Canalejas:
El Común de Canalejas tenía en su propiedad 5 cuartos de tierra centenal de tercera calidad, 2 cuartos y medio de tierra prado de secano de tercera calidad, 4 cuartos de tierra era, 1296 cuartos de tierra pasto, 3283 cuartos de tierra monte, y arrendaba un molino harinero por valor de 11 cargas de trigo y 5 de centeno al año, y una fragua, que sacaba a subasta y en el último año ingresó 420 reales.
Los gastos de dicho común ascendían a 269 reales de vellón al año, distribuidos de la siguiente forma: 12 reales destinados al Hospital de Inocentes locos de Valladolid y al Hospital de San Antonio Abad de León; 8 reales destinados a comprar media cántara de vino para los campaneros de la noche de Santa Brígida; 15 reales destinados a los gastos derivados de la procesión anual a la ermita de Santa Colomba; 74 reales para los gastos derivados de misas, procesiones, conjuros, y el día de Santa Eugenia; 8 reales para pagar a los regidores que renovaban los mojones; y 162 reales destinados a los gastos de justicia, contadores y tomas de cuentas de centeno.
Los servicios y profesionales existentes en la villa:
La villa de Canalejas contaba con el servicio de una taberna, que se sacaba a subasta todos los años, siendo propiedad en dicho año de Diego Capa González que pagó por ella 420 reales de vellón; un molino harinero situado en Pobladura y propiedad del Común de Canalejas, que lo tenía arrendado a Antonio de la Espada, que pagaba por el 11 cargas de trigo y 5 de centeno al año; y una casa hospital destinada a recoger a los pobres transeúntes, cuyos beneficios eran solo las limosnas.
Además, existían profesionales que realizaban su labor en la villa, como un barbero (Manuel García), que se estima ganaba al año 1100 reales de vellón; un escribano (Juan de Espinosa Ballestero), que se estima ganaba 300 reales de vellón al año; cuatro sastres (Alonso Pérez, Domingo Pérez, Silvestre Andrés y Manuel Pío Presa), un tejedor (Francisco Fernández), un carpintero (Pedro Rodríguez), un albañil (José Lazcano), y un herrero (Francisco Bermejo), que se estima ganaban 4 reales de vellón por día trabajado. Por último, había 58 jornaleros, que se estima ganaban 2 reales de vellón por día trabajado; y dos monjes, Fray Juan Pérez, prior y cura de Canalejas, y Fray Juan Reyero, cura de Calaveras de Abajo, ambos benedictinos.

## Demografía
| Gráfica de evolución demográfica de Canalejas entre 1857 y 1970 |
| |
| Población de derecho según los censos de población del INE. Población de hecho según los censos de población del INE. En 1857 aparece este municipio porque se segrega de Almanza. En 1974 este municipio desaparece porque se integra en Almanza. |

En Canalejas están empadronados un total 58 habitantes, según el censo de población del INE de 2013, siendo la tercera unidad de población en número de habitantes del Ayuntamiento de Almanza. Es una localidad con pérdida de población debido a la emigración y las defunciones, que son mayores que los nacimientos y la inmigración (casi nulos). Nos encontramos con una población envejecida debido a que la gran mayoría de las personas supera los 50 años de edad. Además la escasez de niños y niñas acentúa este aspecto. Las actividades económicas que sustentan su economía son la agricultura y la ganadería, especialmente ovina y bovina.

## Comunicaciones
- Transporte terrestre: Canalejas se encuentra situado en una colina, a 6 km de Almanza, comunicado mediante una carretera de tercer nivel con la  LE-232 , que une Sahagún con Puente Almuhey. ¿Cómo llegar? En Almanza seguir la carretera  LE-232  dirección Puente Almuhey durante 2,7 km; a continuación, girar a la derecha, carretera local  LE-4720 , dirección Calaveras y continuar durante 1,8 km; por último, girar a la derecha, carretera local  LE-4721 , y seguir 1,5 km hasta llegar al casco urbano.[22]
- Servicio de autobús y tren: En Canalejas no existe servicio de autobús ni de tren. Si se quiere viajar en autobús habrá que desplazarse como mínimo a la localidad más cercana que disfruta de este servicio, en este caso Almanza, y se quiere obtener una gama más amplia de horarios hasta Sahechores de Rueda o algún núcleo de población más grande. En el caso del tren, las estaciones de ferrocarril más cercanas a Canalejas son por este orden: Puente Almuhey y Cistierna, donde opera el tren Ferrocarril de la Robla, y Sahagún, donde operan trenes regionales y de alta velocidad de Renfe.
- Transporte aéreo: El aeropuerto más cercano se encuentra a 67 km de Canalejas y a 6 km de León, en la base aérea de La Virgen del Camino. Según las estadísticas de Aena, en 2013 el aeropuerto registró el movimiento de 30 890 personas, 1962 operaciones, y 462 mercancías.[23] En estos momentos, solo opera una aerolínea y con un solo destino, Air Nostrum con destino al aeropuerto de Barcelona-El Prat.[24]

## Patrimonio

### Iglesia de El Salvador

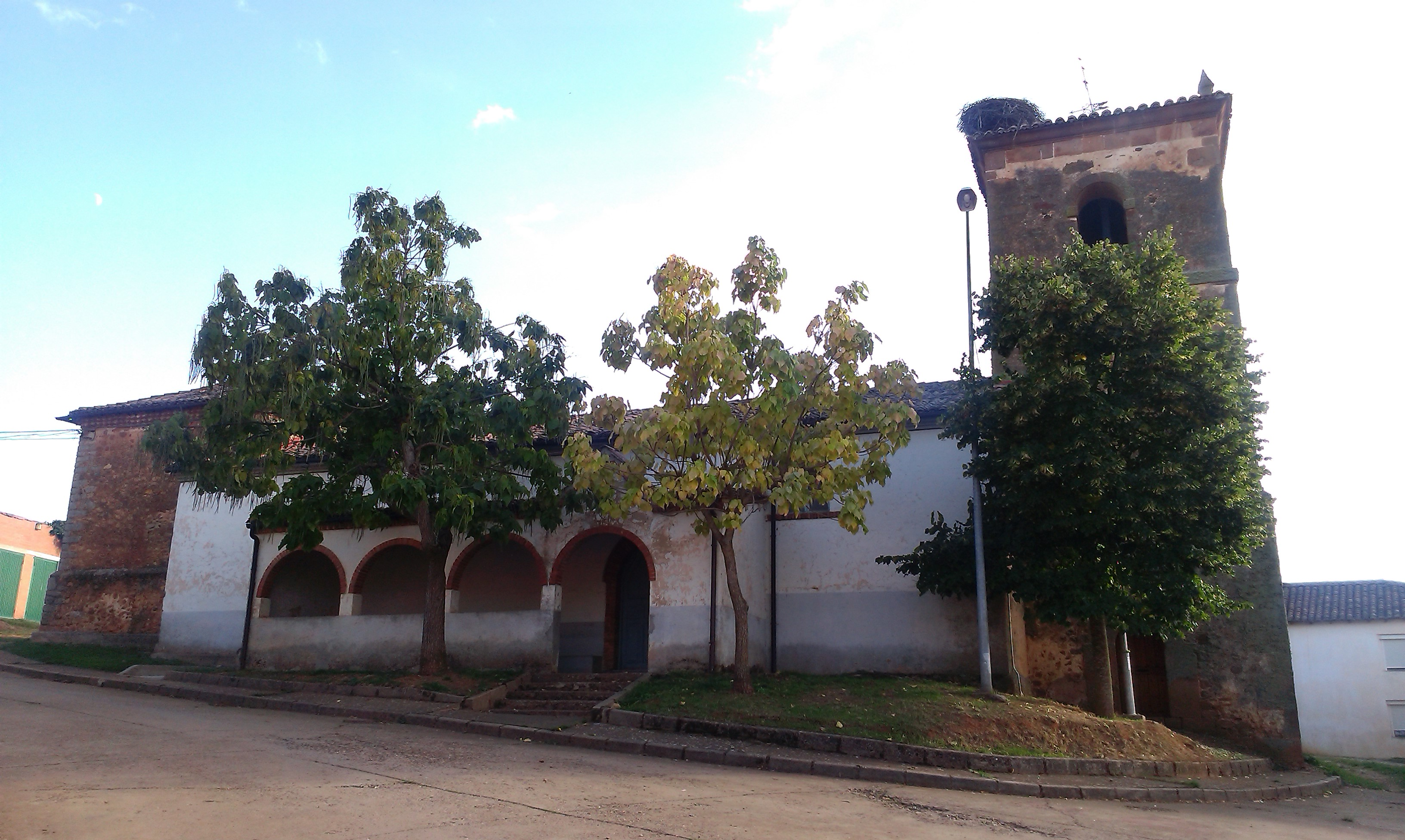
Iglesia y torre de El Salvador.

Iglesia parroquial construida en dos épocas; en la primera su torre de 1718, de forma rectangular y piedra labrada, muy bien conservada. Formada por tres alturas, con sus respectivas troneras, y cubierta por un tejado a cuatro aguadas de teja curva roja, y con poca pendiente. En su convergencia una cruz y su veleta representan el punto más alto de este edificio. La iglesia de El Salvador, perteneciente a la Diócesis de León y al arciprestazgo Riverla-Cea, está compuesta por tres estructuras: una nave central a dos aguadas reforzada internamente por pilares ornamentados; un porche de entrada a una aguada con 4 arcos en forma de semicírculo; y una estructura a cuatro aguadas donde se encuentra el ábside con su altar. Años atrás perteneció al Monasterio de San Benito (Sahagún) y no estuvo dedicada al El Salvador, sino a San Pedro, sin que se tengan datos de en qué momento se produjo dicho cambio.

### Palacio de Doña Urraca

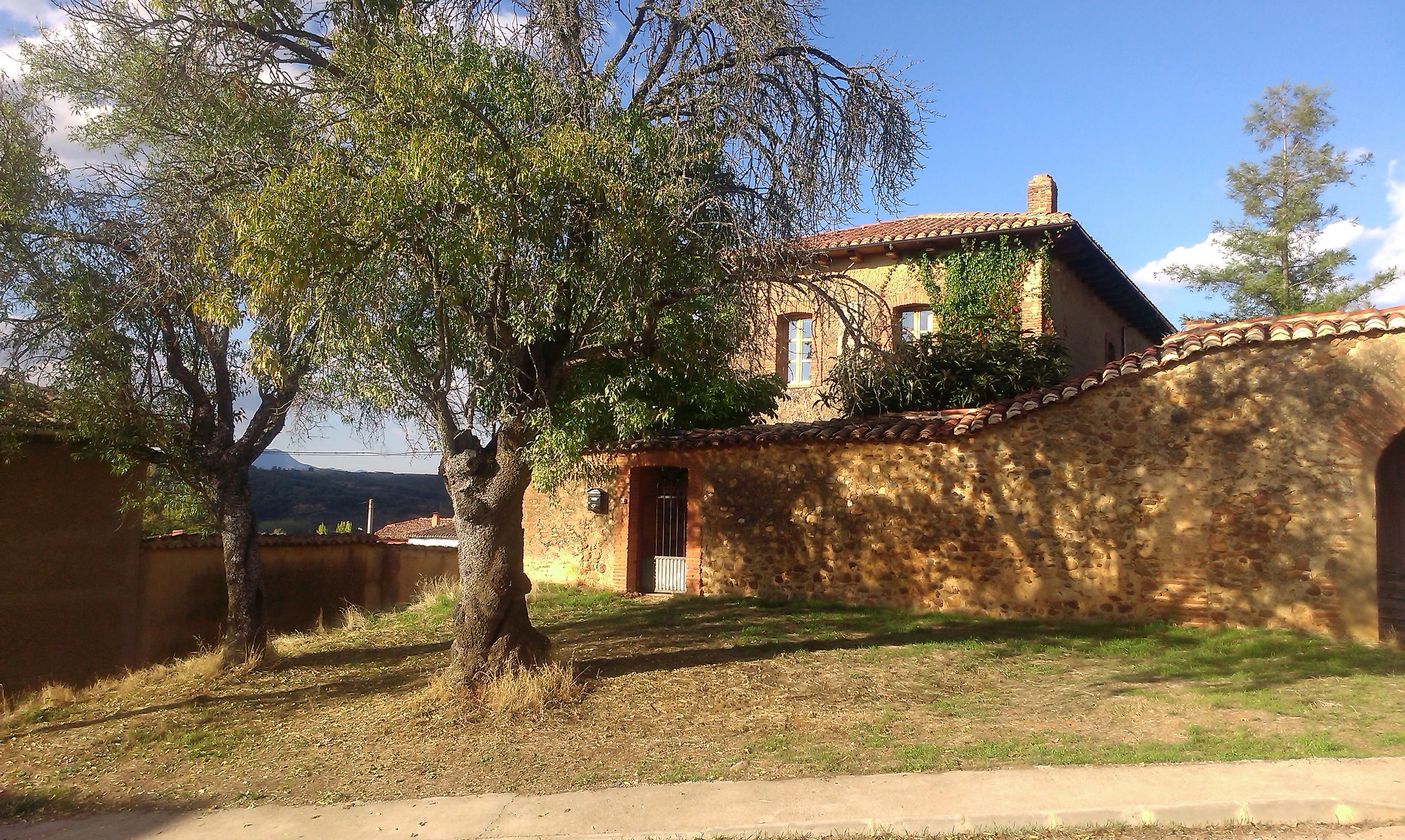
Casa Palacio de Doña Urraca.

Este edificio (el más grande de toda la localidad) recibe este nombre debido a la sospecha que existe de que la reina Urraca I de León lo utilizaba como lugar donde hospedarse durante sus largos viajes a lo largo de toda España. De gruesas paredes de roca tallada, cuenta con dos pisos de gran altura, y un túnel bajo tierra que lo comunica con el edificio antes tratado, como ya se ha explicado. Otro aspecto que no se puede pasar por alto es su gran patio exterior, rodeado por una muralla de canto rodado que cubre gran parte de sus límites. Este edificio, que en su tiempo se cree que perteneció a Doña Urraca, pasó a convertirse tiempo después en un convento de los Padres Benedictinos de Sahagún, que años más tarde lo abandonaron, revirtiendo al Obispado de León que lo dedicó a Casa Rectoral. En la actualidad, pertenece a un ente privado que lo está manteniendo y reformando. Encima de la puerta principal hay grabados en la piedra dos escudos de armas, el de Castilla y León y el de la Compañía de Jesús, sin que se sepa el porqué.

### Edificio de la antigua cárcel

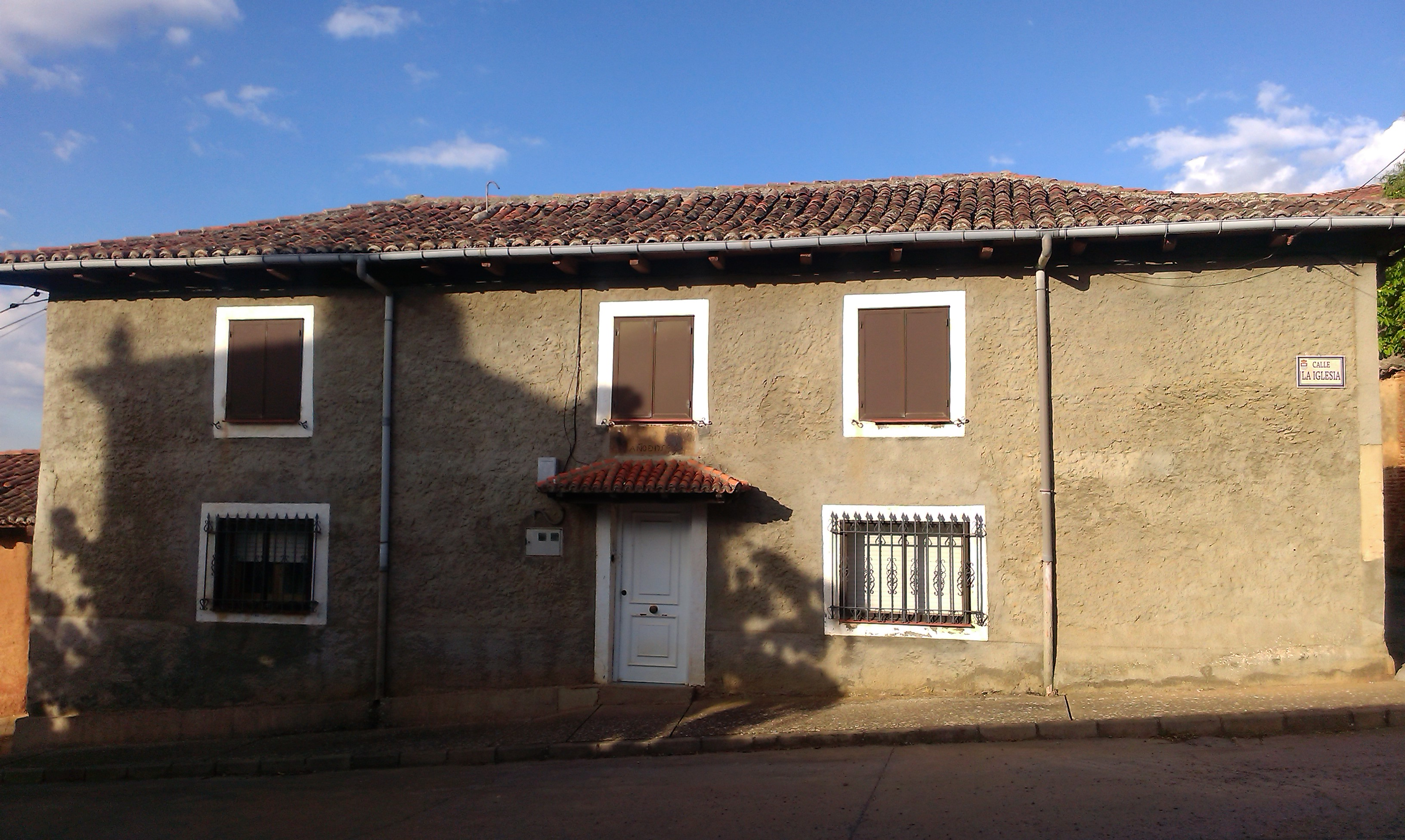
Edificio de la antigua cárcel.

Enfrente de la iglesia se encuentra un edificio rectangular de dos plantas construido en canto rodado. En la parte central de la fachada se encuentra la puerta principal y encima de ella un escudo de piedra esculpido, en el que se puede leer "en el año 1754", y una figura que semeja a una palmatoria con un mango alargado. Este edificio ha tenido varios usos a lo largo de su historia, siendo de los más destacados el uso que se le dio como prisión de la zona en épocas pasadas, sin que se sepa el margen de años exacto de este uso. En la planta baja existe un túnel o pasadizo bajo tierra que comunica con el edificio que fue convento de los Padres Benedictinos de Sahagún, y que a continuación se presenta. En la época presente, ha pasado por varias manos privadas que lo han usado como vivienda, y tanto su interior como su exterior están totalmente reformados.

## Callejero
| Nombre de calles y plazas | Representación en el mapa |
| --- | ------------------------- |
| - Calle Bajera - Calle La Barrera - Calle El Calvario - Calle Campo de la Cruz - Calle El Cantón - Plaza El Carrero - Calle El Cementerio - Calle El Corralón - Calle La Era - Plaza La Fragua - Calle La Iglesia - Calle Mayor - Plaza Mayor - Calle El Palacio - Calle El Salvador |                           |

## Áreas recreativas
- Área recreativa La Bolera: Situada a la entrada de la localidad, dispone de un castro en el que se juega a los bolos leoneses de media bola. Además, dispone de bancos donde poder descansar y disfrutar de una buena partida de bolos a la sombra de los árboles; y de una caseta para el almacenaje de todo lo relacionado con el juego.
- Área recreativa Campo de la Cruz: Situada en la parte más alta del pueblo, recibe este nombre debido a la gran cruz que coronaba la colina en tiempos pasados y que da nombre al lugar. Se trata de zona de césped con bancos y mesas, perfectos para hacer una escapada de casa en las comidas y disfrutar de la sombra que proporcionan los árboles plantados recientemente.
- Área recreativa La Fuente: La más contemporánea. SItuada en la Plaza La Fragua, en ella encontramos un juego de columpios, junto con un tobogán, una telaraña de escalada y unas anillas. Todo ello junto a la fuente del pueblo, provista de agua natural que podremos disfrutar durante nuestros momentos de recreación.
- Área recreativa Fuentefría: Situada cerca del casco urbano de la villa, al lado del camino que lleva a Riocamba. Se trata de una zona poblada de chopos de plantación en el valle del arroyo Rebedul, compuesta por mesas y bancos donde poder almorzar o descansar. Todo ello junto a una pequeña fuente natural que mantiene su agua fría durante todo el año, de ahí su nombre.

|  |  |  | Fotografía A.R. de Fuentefría |
|  |  |  | ----------------------------- |

## Festividades
- Octava del Corpus: domingo siguiente al Corpus Christi.
- El Salvador: 6 de agosto.